# Židovi Travnika
Židovi su nekadašnja etnička i vjerska skupina koja je djelovala u Travniku, u Bosni i Hercegovini. Sjedište Židovske općine se nalazilo u Travniku. 

## Povijest
Prva židovska obitelj, Morda Artijasa, doselila se u Travnik 1660. godine. Godine 1699. u istom gradu je živjelo 46 Židovi, koji su 1762. osnovali svoje groblje na Bojni. Od 1768. Židovi su imali svoju Židovsku općinu, koja je poslije sarajevske najstarija, a krajem 19. stoljeća bila je i najmnogoljudnija u Bosni i Hercegovini. Godine 1879. godine u Travniku je živjelo 375 Židova. 
Prvi Židovi Travnika su imali mnogo djece i bili su siromašni, ali su se bavili trgovinom i zanatima. Bili su: limari, krojači, terzije, ćurčije, sarači, opančari, obućari... Trgovačka radnja je obično ostajala od oca sinu ili zetu. Bilo je i nekoliko radnji na veliko npr. manufakturna radnja Salamona Altarca, trgovina pomodnom robom Zadika Levija, Mojsija Fincija, Avrama Kalderona "Mamića". Veliki trgovci dobavljali su robu iz Beča, Triestea i Pešte. Ostali su bili mali trgovci, koji su dobivali robu na kredit, pa je preprodavali. Najstarije židovske obitelji u Travniku bile su: Maestro, Altarac, Konforti, Salom, Kalderon, Pinto, Gaon i Atijas. Od okupacije su počeli da dolaze u Travnik i Aškenazi, većinom kao gostioničari, a manje je bilo trgovaca i drugih slobodnih profesija. Najveći broj Aškenaza u Travniku bili su do 1918. godine viši službenici-činovnici s fakultetskom spremom: liječnici, pravnici, inženjeri, geometri i šumari.
Židovi su zajednički izgrađivali cjeloklupni društveni i kulturni život Travnika, uzimajući učešće u ekonomsko-gospodarstvenim manifestacijama grada. Tako je na proslavi 25-godišnjice Gajreta otpjevao sevdalinke A. Altarac, stvorivši odlično raspoloženje. 
U Travniku je djelovalo Židovsko nacionalno društvo, Židovsko potporno i literarno društvo Ezrat Dalim, koje je pomagalo siromašne, židovsko djevojačko društvo Sara Aronson.
Do prvog masovnog stradanja Židova Travnika, njihovog ubijanja i odvođenja u koncentracione logore došlo je u prvoj polovici kolovoza i rujna 1941. godine. Židovi Travnika odvedeni su u logor u Kruščicu pokraj Travnika. Tu su odvođene i neke skupine sarajevskih Židova. Početkom rujna u Krušćici je bilo oko 1.500 Židova. Ovaj broj Židova u Kruščicu zabrinuo je ustaške vlasti u Travniku. Iskrsli su problemi njihovog smještaja i ishrane, a da bi ove probleme ublažili, ustaše su logoraše mučili glađu i teškim fizičkim radom, a zatim ih ubijali.
Kada se u Sarajevu pročulo o dešavanjima u Kruščici, Židovska općina Sarajevo počela je logorašima slati pakete. Nijedan paket logoraši nisu primili. Ustaše su ove pakete prodavale po gradu, a novac zadržavale za sebe. Ubrzo su logoraši iz Kruščice transportovani u logor Jasenovac. Poslije rata vratilo se u Travnik 16 Židova. Iz logora Jasenovac uspjelo je samo dvojici Židova Travnika da se spasu bijegom, a to su Josef Konforti i Jerko Gaon. Danas u Travniku nema Židova.

## Travnička sinagoga
Sinagoga Kalkadoš u Travniku građena je početkom 19. stoljeća. Do tada je bila provizorna bogomolja u stanovima bogatijih Židova. Po odredbi glavnog svećenika-hahama, svi su muškarci iznad 13 godina morali raditi na gradnji sinagoge. Prenosili su građevinski materijal i obavljali druge radove po traženju zidara i dundžera. Tako su najveći dio pomoćnih radova na dobrovoljnoj bazi obavili sami članovi židovske općine. Sinagoga je bila jedna prizemna dvorana oko 150 m površine s galerijama na spratu s obje strane za žene. Temelji su postavljeni od kamena i kreča, a okolni zidovi od tesanog kamena su zidani od ćerpiča. Krov je poslije velikog travničkog požara postavljen od crijepa. Podovi prizemlja i galerije su pravljene od jelovih dasaka, prozori i vrata od borovine, dok je glavna ulazna kapija bila od hrastovog drveta. Poseban ulaz sa stepeništem za galeriju za žene je bio izvana, ali se moglo od stepeništa ući posebnim malim vratima u sinagogu. Vrlo važan je bio unutarnji uređaj i namještaj templa. Na pročelju uzidana škrinja za svitke tore "II Ehal" i uzvišeno postolje "la Teva" za predmolitelje i rabina na sredini dvorane je bilo opkoljeno s četiri reda fiksnih sjedala od hrastovine, koja su se na licitaciji pred Novu godinu prodavala za tekuću godinu. Isto tako i sjedala za žene u galeriji su se prodavala na licitaciji javno u sinagogi. 
Za tu jedinu sinagogu u Travniku je bilo kupljeno podesno zemljište - odvojeno od drugih stambenih zgrade, pored koje je bila sagrađena i zgrada za elementarnu vjersku obuku djece, u kojoj je bio i stan za vjeroučitelja, a kasnije i za drugo osoblje sinagoge. Za vrijeme Austro-Ugarske, bila je izgrađena pored sinagoge štreka za uskotračnu željezničku prugu. Pored sinagoge je proticao mali potočić, nad kojim su vjernici svake godine vršili poseban obred s molitvama za okajanje grijeha. Zgrada sinagoge je postojala sve do 2008. godine kada je srušena zbog izgradnje tržnog centra, ali se od Pashe 1941. godine prestala koristiti kao bogomolja. Ustaše su istoga proljeća iz sinagoge odnijeli sve svitke Tore s mnogobrojnim ornatima povijesne vrijednosti i predali ih Jezuitskom muzeju, odakle su poslije oslobođenja preuzeti i sada su imovina židovske sinagoge u Sarajevu. Jedan dio je predat Židovskom povijesnom muzeju u Beogradu.

## Vanjske poveznice
- Travnik